# Mrazový srub

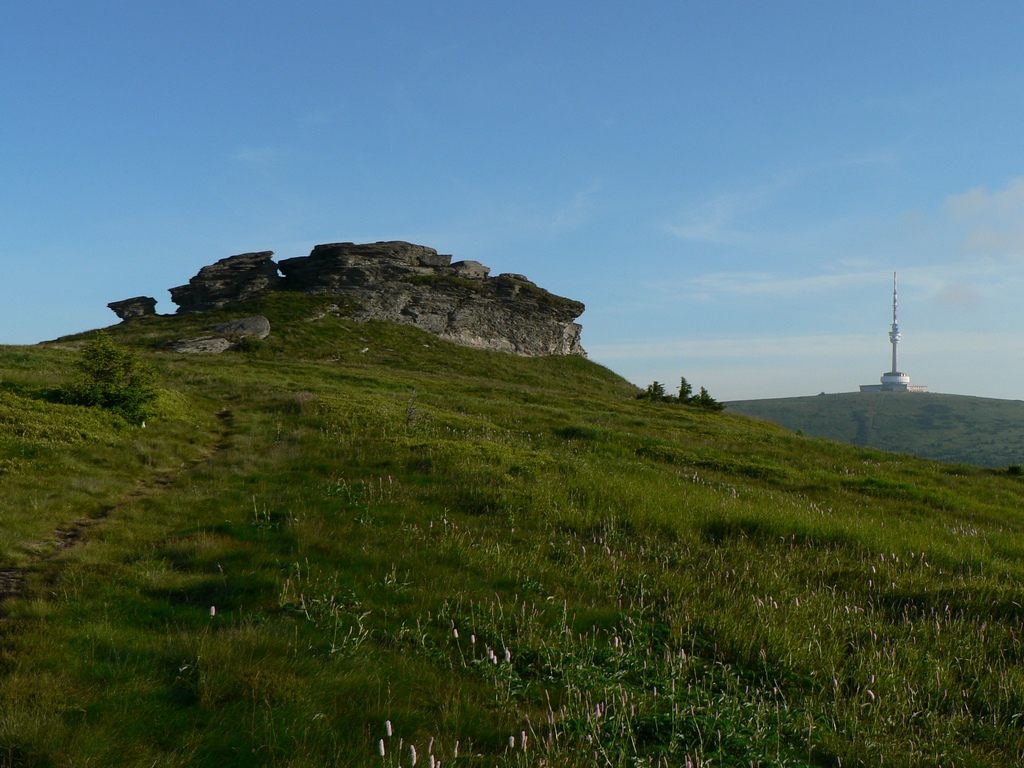
Petrovy kameny

Mrazový srub je geomorfologický tvar, který je definován jako skalní stupeň ve svahu, vzniklý mrazovým zvětráváním a následným odnosem. Je součástí tzv. kryoplanační terasy, kde se kromě mrazového srubu odlišuje kryoplanační plošina, často překrývaná sutí. Stěny takovýchto srubů bývají většinou svislé či téměř svislé, případně i převislé, což odvisí od struktury hornin.

## Vznik
Vznik mrazových srubů je spojen s vývojem kryoplanační terasy. Vyvolává jej intenzivní mrazové zvětrávání, přičemž jeho maxima byla v dobách pleistocenních glaciálů. Při mrazovém zvětrávání dochází ke vniku srážkové či tavné vody do puklin mezi jednotlivými vrstvami hornin. Při zmrznutí dochází ke zvětšení objemu této vody až o 9 % a led tak rozšiřuje stěny puklin. Tím dochází k tzv. mrazovému tříštění (čili kongelifrakci a gelivaci) a následnému vzniku příkrých skalních stěn, tedy mrazových srubů.

## Výskyt v Česku
Mrazové sruby se vyskytují na celém území České republiky – v Novohradských horách, na Šumavě, v Krkonoších, Jeseníkách, Jizerských horách, Beskydech, na Králickém Sněžníku a na Českomoravské soustavě.
Nejznámějšími příklady z Jeseníků jsou Petrovy kameny a Břidličná hora, z dalších území republiky pak PP Brožova skála, PP Černá skála či PP Bílá skála v Devítiskalské hornatině na území CHKO Žďárské vrchy.